# Sân vận động Q2
Sân vận động Q2 (tiếng Anh: Q2 Stadium) là một sân vận động dành riêng cho bóng đá nằm ở khu vực North Burnet ở phía bắc Austin, Texas, Hoa Kỳ. Đây là sân nhà của Austin FC, một đội bóng thuộc Major League Soccer (MLS) bắt đầu thi đấu vào năm 2021. Sân vận động được khánh thành vào ngày 16 tháng 6 năm 2021, với trận đấu bóng đá nữ giao hữu quốc tế giữa Hoa Kỳ và Nigeria.